# Koszmosz–361
A Koszmosz–361 (oroszul: Космос 361) a szovjet Koszmosz műhold-sorozat tagja. Manőverezésre képes Zenyit-4M felderítő műhold.

## Küldetés
A Zenyit–2M (11F691) továbbfejlesztett, nagyobb felbontású fényképezőgéppel ellátott, harmadik generációs műhold, katonai és állami célokat szolgált.

## Jellemzői
Az OKB–1 tervezőirodában fejlesztették ki, sorozatgyártásuk Kujbisevben folyt. Üzemeltette a Honvédelmi Minisztérium (oroszul: Министерство обороны – МО).
Megnevezései: Koszmosz–361; COSPAR: 1970-071A. Kódszáma: 4524.
1970. augusztus 8-án a Pleszeck űrrepülőtérről  az LC–43 (LC–Launch Complex) jelű indítóállványról egy Voszhod hordozórakétával (11А57) juttatták alacsony Föld körüli pályára (LEO = Low-Earth Orbit). Az orbitális egység alappályája 89,80 perces, 72,8 fokos hajlásszögű, az elliptikus pálya perigeuma 195 kilométer, apogeuma 338 kilométer volt.
Tömege 6300 kilogramm. A sorozat felépítését, szerkezetét, alapvető fedélzeti rendszereit tekintve egységesített, szabványosított űreszköz. Áramforrása kémiai akkumulátorok, szolgálati élettartama 24 nap.
1970. szeptember 21-én, 13 nap szolgálati idő után, földi parancsra belépett a légkörbe és hagyományos módon – ejtőernyős leereszkedés – visszatért a Földre.